# Eperetmus
Genre
Eperetmus est un genre de limnoméduses (hydrozoaires) de la famille des Olindiidae.

## Liste d'espèces
Selon World Register of Marine Species (28 mars 2016), Eperetmus comprend l'espèce suivante :
- Eperetmus typus Bigelow, 1915